# Katastrofa Airbusa A400M w Sewilli
Katastrofa Airbusa A400M w Sewilli – katastrofa lotnicza, która wydarzyła się 9 maja 2015 roku. Samolot transportowy Airbus A400M rozbił się krótko po starcie z lotniska w Sewilli. Była to maszyna o numerze MSN23, przeznaczona dla wojsk lotniczych Turcji, ale stanowiąca jeszcze własność Airbus Defence & Space.

## Przebieg zdarzenia
Niedługo po starcie załoga zameldowała kontroli lotu o problemach z samolotem i zawróciła na lotnisko. Podjęto próbę lądowania awaryjnego, ale A400M zahaczył o słup wysokiego napięcia i uderzył w ziemię. Załogę stanowili cywilni pracownicy Airbusa narodowości hiszpańskiej. Czterej z nich (w tym obaj piloci) ponieśli śmierć na miejscu, dwóch ciężko rannych odwieziono do szpitala. Po raz pierwszy w historii programu A400M doszło do wypadku, w którym były ofiary śmiertelne.
Wkrótce po katastrofie ratownicy odnaleźli obie „czarne skrzynki” samolotu, które następnie przewieziono do Francji w celu odczytania zapisu. Cywilna komisja wycofała się jednak z dochodzenia ze względu na brak rozeznania w kwestiach samolotów wojskowych; pięć dni po katastrofie śledztwo przejęła hiszpańska Komisja do spraw Badania Technicznego Wypadków Samolotów Wojskowych (CITAAM), podlegająca Dowództwu Wsparcia Logistycznego (MALOG) hiszpańskich sił zbrojnych.

## Następstwa
Użytkownicy A400M zawiesili loty maszyn tego typu do odwołania (Malezja, Niemcy, Turcja, Wielka Brytania) lub ograniczyli je do sytuacji kryzysowych (Francja). Władze hiszpańskie tymczasowo zakazały oblatywania nowo wyprodukowanych egzemplarzy.
Sama Airbus Group (wartość jej akcji na paryskiej giełdzie spadła po katastrofie o 4,5%) nie wstrzymała jednak lotów A400M i już we wtorek 12 maja przeprowadziła kolejny lot samolotu tego typu, z Tuluzy do Sewilli. Na pokładzie znajdował się między innymi dyrektor działu samolotów wojskowych w Airbus Defence & Space, Fernando Alonso Fernández, który po zakończeniu lotu ogłosił, że maszyna zachowywała się prawidłowo.

## Przyczyny katastrofy
Pierwsze informacje o przyczynie zdarzenia pochodzące ze strony Airbus Group podał jeden z jej dyrektorów, Marwan Lahoud, w wywiadzie dla niemieckiej gazety Handelsblatt. Według jego słów do katastrofy doprowadziło błędnie zainstalowane oprogramowanie kontrolujące pracę silników. Dane z rejestratorów potwierdziły, że nie doszło do awarii strukturalnej samego płatowca.
Według następnych ujawnianych informacji zawiodły trzy z czterech silników. Członkowie komisji badającej przyczyny katastrofy ustalili, że silniki numer 1, 2 i 3 zablokowały się po starcie i nie reagowały na standardowe metody sterowania mocą.